# Greenleaf (Band)
Greenleaf ist eine schwedische Stoner-Rock-Band aus Borlänge, die im Jahr 1999 gegründet wurde. Sie ist ein Nebenprojekt verschiedener schwedischer Rockmusiker.

## Geschichte
Die Band wurde im Jahr 1999 von dem Gitarristen Tommi Holappa, Schlagzeuger Daniel Lidén und dem Bassisten Bengt Bäcke gegründet und veröffentlichte im Jahr 2000 eine nach der Band benannte EP. Die Gruppe bestand hierauf aus dem Bassisten Bengt Bäcke, dem Schlagzeuger Daniel Lidén, dem Gitarristen Tommi Holappa und dem Sänger Peder Bergstrand. Es folgte das Debütalbum Revolution Rock, auf dem Fredrik Nordin als neuer Sänger zu hören war. Nach einer längeren Pause, in der sich die Bandmitglieder anderen Projekten widmen konnten, unterzeichnete die Gruppe einen Vertrag bei Small Stone Records, wo 2003 das zweite Album Secret Alphabets erschien. Hierauf war Daniel Jansson als zweiter Gitarrist beteiligt. Vor dem 2007er-Album Agents of Ahriman veränderte sich die Besetzung stark, sodass die Band nun aus dem Schlagzeuger Erik Bäckwall, dem Bassisten Bengt Bäcke, dem Gitarristen Tommi Holappa, dem Keyboarder Jocke Ahslund und dem Sänger Oskar Cedermalm bestand. Auf dem Album Nest of Vipers war die Besetzung erneut leicht verändert: Die Gruppe bestand nun aus den Gitarristen Holappa und Johan Rockner, dem Bassisten Bäcke, dem Sänger Cedermalm und dem Schlagzeuger Olle Mårthans. Auf dem Album waren als Gastmusiker Per Wiberg (Spiritual Beggars, ehemals Opeth) und der ehemalige Dozer-Frontmann Fredrik Nordin zu hören.

## Stil
Die Band spielt Stoner Rock, der sich weniger an Kyuss, sondern mehr an Künstler wie Spiritual Beggars und Queens of the Stone Age orientiert. Die Lieder weisen zudem progressive Züge auf. Da auf Nest of Vipers ein Großteil von Dozer-Mitgliedern enthalten war, wird der Klang der Instrumente mit dem auf Dozers Album Beyond Colossal verglichen. Des Weiteren werden auch Einflüsse aus dem Blues verarbeitet. Bei den E-Gitarren ist der Einsatz einer Fuzzbox charakteristisch.

## Diskografie

### Alben
- 2001: Revolution Rock (Molten Universe)
- 2003: Secret Alphabets (Small Stone Records)
- 2007: Agents of Ahriman (Small Stone Records)
- 2012: Nest of Vipers (Small Stone Records)
- 2014: Trails and Passes (Small Stone Records, Cargo Records)
- 2016: Rise Above the Meadow (Napalm Records)
- 2018: Hear the Rivers (Napalm Records)
- 2021: Echoes from a Mass (Napalm Records)
- 2024: The Head & the Habit (Napalm Records)

### Singles und EPs
- 2000: Greenleaf (Molton Universe)
- 2017: Sold My Old Lady (H42 Records); Split-Single mit Steak
- 2024: Breathe, Breathe Out (Magnetic Eye Records)